# Biblioteca Pública Municipal Scharffenberg de Quadros
Biblioteca Pública Municipal Scharffenberg de Quadros é uma biblioteca pública localizada na cidade paranaense de São José dos Pinhais.
Administrada pela Secretaria de Cultura de São José dos Pinhais, foi inaugurada em 10 de novembro de 1940 e conta com aproximadamente 80 mil livros em seu acervo, além de jornais, revistas e mídias eletrônicas. Em dezembro de 1951, a biblioteca recebeu a denominação atual como forma de homenagear o poeta Scharffenberg de Quadros.
O atual edifício em que se encontra a biblioteca, é um dos prédios históricos da cidade, construído em 1912 e tombado como patrimônio em 1980.